# 世にも奇妙な物語 冬の特別編 (1991年1月)
『世にも奇妙な物語 冬の特別編』（よにもきみょうなものがたり ふゆのとくべつへん）は、1991年1月3日（木曜日）21:00 - 23:24（JST）にフジテレビで放送された『世にも奇妙な物語』の特別編。
なお1週間後の1月10日には、木曜20:00でレギュラー第2期がスタートする。

## 大予言

### キャスト
- 福田良一 - 吉田栄作
- 前島由紀 - 松本伊代
- 美幸 - つちやかおり
- 木村 - 津田卓也
- 司会者 - 恵俊彰
- レポーター - 市川かおり、是永克也
- 通訳 - マンジョット・ベディ
- 坂谷龍一
- 野沢英敏
- 大森竜太
- 斉藤智子
- 松本美貴
- 山本ともあ
- 駒ゆきえ
- 奥沢茂
- 皆川拓也
- 山本緑
- 木村修
- 新井すみれ
- 渡辺ゆき子
- 五ノ上力
- 作原利雄

### スタッフ
- 脚本 - 浜田金広
- 演出 - 鈴木雅之

## 王様の耳はロバの耳

### キャスト
- 鏡子 - 南野陽子
- 幸絵 - 渡辺美奈代
- 丸ノ内則男 - 薬丸裕英

### スタッフ
- 脚本 - 中園美保
- 演出 - 松田秀和

## 帰れない

### キャスト
- 沢田公雄 - 片岡鶴太郎
- 沢田妙子 - 立石凉子
- 沢田悟 - 大友大輔
- おでん屋の客 - 山口弘和、斉藤暁、横山あきお
- 男 - 小須田康人、京晋佑、伊藤正宏
- タイムのマスター - 森山米次
- 片山富視
- 田村暢人

### スタッフ
- 脚本 - 野依美幸
- 演出 - 小椋久雄

## さよなら6年2組

### キャスト
- 久保田玲子 - 中森明菜
- 久保田千恵 - 小林千登勢
- 大野 - 加賀谷純一
- 山本武志 - 小林大介
- 板倉三郎 - 中山亮
- 市川荘吉 - 徳永浩之
- 木下勝江 - 小島幸子
- 白井春子 - 山崎竹子
- 吉川一紀
- 太田有美
- 内田崇吉
- 松永哲雄
- 松岡歩
- 内田守彦
- 小野智子

### スタッフ
- 脚本 - 君塚良一
- 演出 - 落合正幸
- 音楽 - 久石譲

## 復讐クラブ

### キャスト
- 平野忠雄 - 橋爪功
- 桑原課長 - 入川保則
- 山田 - 田山涼成
- 同僚 - ビートきよし、六平直政
- 田村元治
- 山崎満
- 日埜洋人
- 朝井翔
- 松美さかえ
- 高橋珠美子
- 峰田智代
- 三上瓔子
- 徳元かずみ
- 滝川健
- 大沢ゆかり
- 北河純子
- 三浦貴臣

### スタッフ
- 原作 - 諸星大二郎「復讐クラブ」（『不安の立像』所収 / 集英社）
- 脚本 - 深谷仁一
- 演出 - 星護

## 昔みたい

### キャスト
- 河野梨絵 - いしだあゆみ
- 坂本 - 竹脇無我
- 坂本良子 - 真木洋子
- 坂本美香 - 小糸和泉
- 坂本緑 - 植松佳菜美
- 公園の女 - 吉井尚子
- 公園の男 - 池田智彰
- 清水英哉
- 朝倉沙友美
- 大内美和子

### スタッフ
- 脚本 - 月島水樹
- 演出 - 藤田明二
- 音楽 - 崎谷健次郎

## アバンストーリー「新年の挨拶」
世にも奇妙な物語の放映作品一覧#特別編を参照。